# ファニークラフト
有限会社ファニークラフトは、埼玉県鴻巣市に本社を置き、着ぐるみの製造を行う企業。
1980年にプラスチック加工業として設立。のちに着ぐるみ専業メーカーに転身し、埼玉県のマスコット「コバトン」や、サンリオや任天堂などのマスコットを製作している。
2011年2月、火災により工場が全焼する